# .bo
.bo (исп. Bolivia) — национальный домен верхнего уровня для Боливии. Управляется Агентством по развитию информационного общества Боливии (исп. Agencia para el Desarrollo de la Sociedad de la Información, ADSIB).
В настоящее время доступна регистрация доменных имён второго и третьего уровней.
По состоянию на май 2010 года зарегистрировано около 6 тысяч доменных имён в зоне .bo.

## Требования к доменному имени
Максимальная длина доменного имени не должна превышать 32 знаков. Доменное имя может состоять из следующих знаков: буквы латинского алфавита (A-Z), цифры (0-9) и дефис (-). Имя не может оканчиваться и начинаться дефисом, а также не может содержать два дефиса подряд.

## Домены 1 уровня
| Домен | Регламентированные пользователи |
| ----- | ------------------------------- |
| .bo   |                                 |

## Домены 2 уровня
| Домен   | Регламентированные пользователи |
| ------- | ------------------------------- |
| .com.bo |                                 |
| .net.bo |                                 |
| .org.bo |                                 |
| .web.bo |                                 |
| .tv.bo  |                                 |

| Домен   | Регламентированные пользователи |
| ------- | ------------------------------- |
| .gob.bo |                                 |
| .edu.bo |                                 |
| .mil.bo |                                 |
| .int.bo |                                 |

| Домен             | Регламентированные пользователи |
| ----------------- | ------------------------------- |
| .academia.bo      |                                 |
| .agro.bo          |                                 |
| .arte.bo          |                                 |
| .blog.bo          |                                 |
| .bolivia.bo       |                                 |
| .ciencia.bo       |                                 |
| .cooperativa.bo   |                                 |
| .democracia.bo    |                                 |
| .deporte.bo       |                                 |
| .ecologia.bo      |                                 |
| .economia.bo      |                                 |
| .empresa.bo       |                                 |
| .indigena.bo      |                                 |
| .industria.bo     |                                 |
| .info.bo          |                                 |
| .medicina.bo      |                                 |
| .movimiento.bo    |                                 |
| .musica.bo        |                                 |
| .natural.bo       |                                 |
| .nombre.bo        |                                 |
| .noticias.bo      |                                 |
| .patria.bo        |                                 |
| .politica.bo      |                                 |
| .profesional.bo   |                                 |
| .plurinacional.bo |                                 |
| .pueblo.bo        |                                 |
| .revista.bo       |                                 |
| .salud.bo         |                                 |
| .tecnologia.bo    |                                 |
| .tksat.bo         |                                 |
| .transporte.bo    |                                 |
| .wiki.bo          |                                 |